# Biebrza Nationalpark
Biebrza Nationalpark (polsk: Biebrzański Park Narodowy) er en nationalpark i Podlaskie Voivodeship, i det nordøstlige Polen, beliggende langs Biebrzafloden.
Biebrza Nationalpark, der er den største af Polens 23 nationalparker, blev oprettet den 9. september 1993. Dens samlede areal er 592,23 km², hvoraf skovene dækker 155,47 km², marker og enge omfatter 181,82 km² og moser et areal på 254,94 km².

## Biebrzasumpene
Vådområdet Biebrzasumpene er den centrale del af parken. Biebrza Nationalpark beskytter store og relativt uberørte sumpe og højmoser med et unikt udvalg af planteamfund sjældne vandfugle og pattedyr som elg og bæver . Biebrzavådområderne såvel som Narew-floddalene er meget vigtige yngle-, fouragering- og raste-områder for fugle. I 1995 blev parken udpeget som et Ramsarområde, et vådområde af verdensomspændende betydning og er under beskyttelse af Ramsar-konventionen.

## De røde sumpe
Den vigtigste del af parken er De røde sumpe ( polsk: Rezerwat przyrody Czerwone Bagno), som er udlagt som naturreservat under streng beskyttelse.
Parkens hovedkvarter ligger i landsbyen Osowiec-Twierdza der ligger i den historiske Osowiec-fæstning fra det 19. århundrede nær Goniądz .

## Brande i april 2020
Den 18. april 2020 udbrød en brand, der ødelagde mindst 6 tusind hektar græs og skov. Denne brand var forårsaget af ulovlig græsafbrænding. Selvom ilden normalt ville være blevet slukket med oversvømmelsen af græsarealerne, betød dette års lave vandstand, at ilden fortsatte med at rase, indtil den endelig blev erklæret under kontrol den 26. april. Det har været den mest ødelæggende brand siden 1992.